# Armée des frontières
L'Armée des frontières est une faction de l'Armée de libération nationale. Elle est basée en Tunisie et au Maroc.

## Historique
À la suite de l'indépendance, en mars 1956, du Maroc et de la Tunisie, l’armée de libération nationale algérienne implante des bases militaires sur leurs territoires. 
L'armée des frontières compte 10 000 soldats en Tunisie et 6 000 au Maroc et est divisée en bataillons. Les premiers sont dirigés par Saïd Mohammedi et les seconds par Houari Boumédiène. Les deux forment un état-major unifié en 1960 et tentent de s'imposer au gouvernement provisoire de la République algérienne avec qui ils traitent « d'égal à égal ».
Après l'indépendance de l'Algérie, lors de la crise de l'été 1962, le Bureau politique d'Ahmed Ben Bella décide de renverser le gouvernement provisoire de la République algérienne dirigé par Benyoucef Benkhedda. Les différentes wilayas sont ainsi divisées. Le bureau politique est soutenu par l'armée des frontières, les wilayas I (Aurès), V (Oranie) et VI (Sahara), tandis que les wilayas II (Constantinois), III (Kabylie), IV (Centre du pays), et VII (fédération de France du FLN) font allégeance au GPRA. Le 25 juillet, le Bureau politique prend Constantine. Le 2 août, Benkhedda, renonce au pouvoir. Seuls la Kabylie et l'Algérois échappent encore au contrôle du Bureau politique. Le 29 août, Yacef Saâdi attaque les forces de la wilaya IV puis le lendemain le Bureau politique ordonne à ses troupes de prendre Alger. Les affrontements font au moins un millier de morts, et le Bureau politique prend le contrôle de l'Algérois le 9 septembre.
Seule la Kabylie échappe au contrôle de Ben Bella. Elle apporte encore son soutien aux autres unités de la wilaya IV. Ceci conduit à l'insurrection du Front des forces socialistes en 1963.